# الإنجيلية
الإنجيلية هي حركة دينية مسيحية تتبناها جماعات من المحافظين البروتستانت، تتميز تعاليمها بالتشديد على المعنى الحرفي لنصوص الكتاب المقدس، الذي تعدّه المصدر الوحيد للإيمان المسيحي.
ظهرت هذه الحركة في أوروبا وأمريكا خلال القرن الثامن عشر، حيث أطلق اسم الإنجيلية على بعض الكنائس والحركات البروتستانتية لتمييزهم عن بقية أقرانهم من البروتستانت اللليبراليين. وقد استعمل مصطلح الإنجيلية للدلالة على الحركة التقوية في أوروبا والميثودية في بريطانيا، وحركة اليقظة في الولايات المتحدة.
عام 1846 شكل الاتحاد الإنجيلي في لندن بفضل جهود الإنجيليين من كنائس وبلدان مختلفة، وتنامت هذه الحركة في أمريكا بسبب شعبية عدد من دعاتها مثل بيلي غراهام.
تقدر أعداد الإنجليين لسنة 2010 بحوالي 285 مليون، أو 13.1% من إجمالي المسيحيين و 4.1% من مجموع سكان العالم. تعدّ كل من الأمريكتين وأفريقيا وآسيا موطن غالبية الإنجيليين. في حين لدى الولايات المتحدة أكبر تركيز للإنجيليين في العالم. الأنجيلية، الجزء من البروتستانتية الأكثر شعبية، ومن بين الحركات الدينية الأكثر ديناميكية في العالم المعاصر. وهي في نمو كبير على مستوى العالم، ولا سيما في العالم النامي.